# Rawa Sari (Kota Baru)
Rawa Sari is een bestuurslaag in het regentschap Jambi van de provincie Jambi, Indonesië. Rawa Sari telt 15.108 inwoners (volkstelling 2010).